# Awni Abd al-Hadi
 (novembre 2019).
Si vous disposez d'ouvrages ou d'articles de référence ou si vous connaissez des sites web de qualité traitant du thème abordé ici, merci de compléter l'article en donnant les références utiles à sa vérifiabilité et en les liant à la section « Notes et références ».
Awni Abd al-Hadi (arabe : عوني عبد الهادي), né en 1889 à Naplouse et mort le 12 mars 1970 au Caire, est un homme politique palestinien.

## Biographie
Hadi a fait ses études à Beyrouth, Istanbul, et à la Sorbonne à Paris.
C'est l'un des membres fondateurs de l'association Al-Fatat qui a été créé en 1911. Ce parti nationaliste arabe, s'opposait à l'emprise de l'Empire ottoman dans le monde arabe. C'est dans cette perspective qu'il a participé au Congrès général arabe qui s'est tenu à Paris en 1913.
Il a servi de secrétaire particulier à l'Émir Fayçal pendant la conférence de paix de Paris. Plus tard, il a servi de conseiller au roi Abdallah.
Après son retour en Palestine en 1924, il est devenu l'un des porte-paroles des mouvements nationalistes arabes, et c'est dans cette optique qu'il a été élu représentant au 5e (Naplouse, août 1922) et 6e (Jaffa, juin 1923) Congrès du comité exécutive arabe pour Jénine et au 7e (juin 1928) pour Beisan. En 1928, il prend la tête du congrès. Son épouse Tarab Abdul Hadi était une activiste politique féministe célèbre.
En 1930, il était l'un des principaux membres d'une délégation palestinienne partie pour le Royaume-Uni. C'était aussi l'un des représentants du Conseil musulman suprême (en). En août 1932, il crée le parti Istiqlal (indépendance) dont il devient secrétaire-général et premier président élu. C'était le premier parti politique palestinien à avoir une existence légale.
C'était également l'un des hauts représentants du Haut comité arabe, créé en 1936 dont il était pendant un temps, secrétaire-général.
Hadi est considéré comme étant un modéré, et c'est lui que les palestiniens ont choisi pour négocier avec le Yichouv.
Mais même avant la tenue des négociations avec Ben Gourion en 1934, il a noté que les juifs prendront le pouvoir dans le pays, et que les arabes lutteront contre cela.
Hadi tient une certaine responsabilité dans la tenue de la Révolte arabe de 1936-1939 et il n'a pu rentrer en Palestine quand les britanniques ont décidé de chasser les membres du Haut comité arabe du pays (1937). Il revient en Palestine en 1941, où il faisait partie d'une délégation palestinienne envoyée à Londres.
En 1948, il était ministre des affaires sociales dans le gouvernement de toute la Palestine dirigé par Ahmad Hilmi Pacha. Puis de 1951 à 1955 il a servi de ministre puis d'ambassadeur pour la Jordanie au Caire. De 1955 à 1958, il a occupé le poste de sénateur au parlement jordanien, puis de président du comité juridique des affaires de la Ligue arabe au Caire.
Hadi est mort le 12 mars 1970 au Caire.